# Eva Simons
Eva Maria Simons (ur. 25 kwietnia 1984 w Amsterdamie) – holenderska piosenkarka, autorka tekstów, działająca w przemyśle rozrywkowym od 2004 roku, po wygraniu krajowego konkursu Popstars, razem z żeńską grupą Raffish. W 2009, wraz z wydaniem singla „Silly Boy”, rozpoczęła karierę solową.

## Życiorys

### 1984–2008: Dzieciństwo, początek kariery
Simons dorastała w rodzinie o tradycjach muzycznych. Jej dziadek, Johnny Meijer był słynnym holenderskim akordeonistą. Natomiast ojciec grał na fortepianie, ojczym był trębaczem, a matka była piosenkarką, specjalizującą się w chórkach u gwiazd, jak choćby The Supremes. Od dziecka grała na pianinie oraz komponowała. Jest absolwentką Conservatorium van Amsterdam. Po ukończeniu studiów w 2004 roku, wraz z zespołem wzięła udział w holenderskiej wersji talent show Popstars, którego byli laureatem. Razem z czterema innymi członkiniami zespołu podbiła Holandię hitem „Plaything”. W styczniu 2005 roku, premierę miał debiutancki album studyjny zespołu, zatytułowany How raffish are you?. Dwa kolejne single z albumu nie powtórzyły sukces pierwszego. Grupa rozpadła się w 2006 roku.

### Od 2009
W 2009 roku decydowała się na rozpoczęcie solowej kariery. Wzięła udział w holenderskiej edycji Dancing With the Stars oraz X Factor. W maju tego samego roku, gdy utwór „Silly Boy” wyciekł na YouTube, odnotował 4 miliony odsłon. Dzięki temu, Eva stała się znana wśród internautów. Początkowo podejrzewano, iż piosenka była dziełem Rihanny, bądź Lady Gagi. Po potwierdzeniu jej autorstwa, podpisała wstępną umowę z EMI na wydanie singla. „Silly Boy” został później wypromowany, jako debiutancki singiel Evy. Utwór dotarł na listy Top 20 w Brazylii i Holandii, jednak nie odniósł takiego sukcesu w innych krajach. Niedługo potem pojawił się utwór „Don't Stop the Beat” nagrany wspólnie z Chrisem Brownem. Pojawiły się plotki, iż jest to drugi singiel płyty Simons, jednak ona sama temu później zaprzeczyła.
W maju 2010 Jessica Sutta z The Pussycat Dolls potwierdziła, że pracuje z Evą nad nową piosenką. Simons później zdradziła, że jej drugi singiel będzie zatytułowany „Look But Don't Touch”. W połowie 2010 roku, Eva & Mike Hamilton napisali piosenkę „Take Over Control”, natomiast Afrojack wyprodukowaniem. Piosenka okazała się być sukcesem, m.in. spędzając 6 tygodni na liście Billboard Top Dance Airplay Chart oraz zajmowała pierwsze miejsce list przebojów iTunes na całym świecie i zyskał status platynowej płyty w Australii i złota w Stanach Zjednoczonych.
Debiutancki album Evy Rockstar wciąż czeka na wydanie. Swój wkład w produkcje płyty mają między innymi Afrojack i Kizzo.
W dniu 20 marca 2012 roku premierę miał kolejny singiel pod tytułem „I Don't Like You”.

## Teledyski
- „Silly Boy” (2009)
- „Take Over Control” ft. Afrojack (2010)
- "I Don't Like You" (2012)
- "This is love" ft. will.i.am (2012)
- "Renegade" (2012)
- "Celebrate The Rain" ft. Sidney Samson (2014)
- "Policeman" (2015)
- "Bludfire" (2015)
- "Escape from Love" ft. Sidney Samson (2016)
- "Heartbeat" ft. Richard Orlinski (2016)
- "Guaya" (2017)
- "Avalon" (2017)
- "The One" (2018)
- "Like That" (2019)

Eva epizodycznie wystąpiła także w teledysku grupy Far East Movement do utworu "Live My Life (Party Rock Remix)".

## Single
| Rok                            | Tytuł                                     | Pozycja | Pozycja | Pozycja | Pozycja | Pozycja | Pozycja | Pozycja | Album |
| Rok                            | Tytuł                                     | NLD     | AUS     | AUT     | BEL     | GER     | SWE     | UK      | Album |
| ------------------------------ | ----------------------------------------- | ------- | ------- | ------- | ------- | ------- | ------- | ------- | ----- |
| 2009                           | „Silly Boy”                               | 13      | 45      | 55      | 12      | 36      | 51      | 149     | —     |
| 2012                           | „I Don't Like You”                        | 56      | —       | —       | —       | —       | —       | —       | —     |
| 2012                           | „Renegade”                                | —       | —       | —       | —       | —       | —       | —       | —     |
| 2013                           | „Chemistry”                               | 28      | —       | —       | —       | —       | —       | —       | —     |
| 2014                           | „Celebrate the Rain” (oraz Sidney Samson) | 23      | —       | —       | —       | —       | —       | —       | —     |
| 2015                           | „Policeman” (featuring Konshens)          | 7       | —       | 60      | 5       | 81      | —       | —       | —     |
| „—” pozycja nie była notowana. |                                           |         |         |         |         |         |         |         |       |